# Sponske en de reus
Sponske en de reus is een sprookje uit Oost-Vlaanderen.

## Het verhaal
Een jongen met een verhageld gezicht wordt Sponske genoemd, hij maakt veel grappen en is koppig. Zijn ouders beklagen zich bij de koster en pastoor en de koster wil de jongen temmen. Hij moet 's avonds over het kerkhof om melk te halen. De koster gaat liggen in een wit laken en als de jongen dit laken ziet, vraagt hij wie daar is. Hij krijgt geen antwoord en vraagt nogmaals, maar het blijft stil. Een derde keer vraagt de jongen wie er is en hij slaat op het laken, waar bloed in kleurt. Zijn ouders zijn kwaad en Sponske wil de wijde wereld in. Hij neemt een mus en een stuk Brabantse kaas mee.
Sponske komt bij een bos en loopt er door, hij rust uit op een boomstam. Een reus slaat hem met een boomstam op zijn linkerschouder, waarna Sponske zeegt dat hij gestoken is door een dazen. De reus slaat nog harder op de rechterschouder en de jongen doet nogmaals alsof het wel meevalt. Hij doet alsof hij verbaasd is de reus te zien en zegt dat de Heer zijn God is. De reus werpt een kei omhoog en deze valt pas na een kwartier neer. Sponske doet alsof hij een steen gooit, maar verwisselt de steen met de mus.
Dan knijpt de reus een steen tot stof en Sponske knijpt in zijn kaas, zodat het vocht eruit loopt. De reus geeft zich gewonnen en wil naar de koning gaan. Hij heeft zijn dochter beloofd aan degene die de drie wilde beesten in zijn bos kan overwinnen; een beer, een eenhoorn en een wild zwijn. Sponske wordt aangevallen door de beer en rent door een holle knotwilg. De beer blijft hangen en zit gevangen. De reus komt en hij slaat de beer dood en ze nemen het dier mee naar het paleis. Als de eenhoorn Sponske aanvalt, springt hij achter een dikke boom en het dier komt vast te zitten met zijn hoorn. De reus slaat de eenhoorn dood en dan wordt Sponske aangevallen door het wilde zwijn. De jongen springt in de koninklijke kapel en springt door een raam naar buiten.
Sponske sluit het dier op in de kapel en roept de reus, hij zegt dat hij het varken door de ruiten heeft gegooid. De reus slaat ook het wilde zwijn dood en ze nemen het mee naar het paleis. Beide mannen zeggen recht te hebben op de koningsdochter, want Sponske heeft ze gevangen en de reus heeft ze gedood. De mannen moeten aan weerszijden van de prinses gaan slapen en als de prinses wakker wordt, zal bepaald worden wie haar man zal worden. Ze zal zich naar deze persoon keren in haar slaap. Spronske plukt twee kruiden in de tuin, één stinkt en de ander ruikt heerlijk. Ook koopt hij suikergoed en hij stopt het stinkende kruid onder het kussen van de reus. Het andere kruid legt hij onder zijn eigen kussen en hij doet het suikergoed in zijn mond. De prinses houdt echter niet van zijn gehagelde gezicht en keert hem de rug toe. Maar het stinkt zo erg uit het bed van de reus, dat ze zich weer omdraait.
Sponske wordt de verloofde, maar de koningsdochter wil van hem af. De koning vraagt de reus om Sponske te doden, dan zal hij de koningsdochter krijgen. Sponske heeft echter alles gehoord en neemt een zware ijzeren hamer mee naar bed. Om middernacht komt de reus op hem af en hij springt op. De reus schrikt en rent weg, waarna Sponske met de hamer op de grond slaat. Hij roept dat hij dit slechts met twee vingers deed en het gebouw zal instorten als hij zijn hele hand gebruikt. De koning wordt bang en troost zijn dochter. De koningsdochter en Sponske trouwen en als ze niet dood zijn, leven ze nog.

## Achtergronden
- Ook in Sprookje van iemand die erop uittrok om te leren griezelen probeert de koster een jongen angst aan te jagen, ook hij geeft driemaal geen antwoord.
- Het sprookje heeft veel overeenkomsten met Het dappere snijdertje, waarin ook een steen met een vogel verwisseld wordt. De prinses vindt de kleermakerszoon te min en probeert van hem af te komen, waarna hij ook met een list angst aanjaagt.